# Boguslaw Chotek von Chotkow
Graaf Boguslaw Chotek von Chotkow (Praag, 4 juli 1829 - Görlitz, 11 oktober 1896) was een Boheemse edelman en diplomaat in dienst van Oostenrijk-Hongarije. Hij was de vader van aartshertogin Sophie Chotek von Chotova en de schoonvader van aartshertog Frans Ferdinand van Oostenrijk-Este.

## Biografie
Boguslaw was de jongste zoon van graaf Karl Chotek von Chotkow (1783-1868), die gouverneur was van Tirol en later van Bohemen, en zijn vrouw gravin Marie Berchtold, barones von Ungarschitz, Pulitz en Fratting. Hij was gehuwd met gravin Wilhelmine Kinsky zu Wchinitz und Tettau, met wie hij acht kinderen kreeg.
Vanaf 1867 was hij actief als diplomaat in Oostenrijkse dienst. Van 1869 tot 1871 was hij de Oostenrijkse ambassadeur in Rusland. Nadien was hij van 1872 tot 1872 ambassadeur in Spanje, om nadien van 1872 tot 1888 te dienen als Oostenrijks ambassadeur in België.
- Gemeinsame Normdatei: 135952204
- International Standard Name Identifier: 0000 0000 5599 9721
- Virtual International Authority File: 80380816